# 7301 Matsuitakafumi
7301 Matsuitakafumi è un asteroide della fascia principale. Scoperto nel 1993, presenta un'orbita caratterizzata da un semiasse maggiore pari a 2,5945285 UA e da un'eccentricità di 0,2218397, inclinata di 9,24403° rispetto all'eclittica.